# Cynthia Watros
Cynthia Watros (ur. 2 września 1968 r. w Lake Orion, Michigan) – amerykańska aktorka. Z mężem doczekała się dwojga dzieci.

## Filmografia
- 2005: Just Pray jako Perry Ann Lewis,
- 2005: American Crude jako Jane,
- 2004: Zagubieni jako Elizabeth "Libby" Smith,
- 2004: Duane Incarnate jako Connie,
- 2002–2004: The Drew Carey Show jako Kellie Newmark,
- 2002: P.S. Your Cat Is Dead jako Kate,
- 2001: Making of Mercy Streets, The jako ona sama,
- 2001: Yellow Bird jako Alma Tutwiler,
- 2000: Ostatni skok jako Sam,
- 2000–2002: Tragikomiczne wypadki z życia Titusa jako Erin Fitzpatrick,
- 1997: Krwawe cięcie jako Pam,
- 1995: Ryzykowne związki jako Diane Harris.

### Gościnnie
- 2013–2014: Video Game High School jako Mary Matrix[1]
- 2010: Dr House jako Sam Carr,
- 2010: Gotowe na wszystko jako Stacy Miller[2]
- 2009: Plotkara jako młoda CeCe Rhodes[3]
- 2001: Nero Wolfe prowadzi śledztwo jako Phoebe Gunther
- 1996–2000: Portret zabójcy jako Helen Jefferies
- 1996–2002: Spin City jako Gayley
- 1994–1998: Ulice Nowego Jorku